# Begonia lipingensis
Espèce
Synonymes
- Begonia pedatifida var. kewensis H.Lév.[1]

Begonia lipingensis est une espèce de plantes de la famille des Begoniaceae.
L'espèce fait partie de la section Platycentrum.
Elle a été décrite en 1927 par Edgar Irmscher (1887-1968).

## Répartition géographique
Cette espèce est originaire du pays suivant : Chine.